# أمبر بنسون
أمبر نيكول بنسون (بالإنجليزية: Amber Benson)‏ الشهيرة بأمبر بنسون (وُلدت في 8 يناير 1977 في برمنغهام (ألاباما)) هي ممثلة وكاتبة ومؤلفة ومخرجة ومنتجة أفلام أمريكية.

## وصلات خارجية
- أمبر بنسون على موقع IMDb (الإنجليزية)
- أمبر بنسون على موقع ألو سيني (الفرنسية)
- أمبر بنسون على موقع ميوزك برينز (الإنجليزية)
- أمبر بنسون على موقع أول موفي (الإنجليزية)
- أمبر بنسون على موقع إن إن دي بي (الإنجليزية)
- أمبر بنسون على موقع ديسكوغز (الإنجليزية)
- أمبر بنسون على موقع قاعدة بيانات الفيلم (الإنجليزية)
- أمبر بنسون على موقع كينوبويسك (الروسية)
- مقابلة معها
- مقابلة معها.
- مقابلة معها في نيويورك ديلي نيوز(29 يونيو 2009).
- Amber Benson  على قاعدة بيانات الخيال التأملي على الإنترنت
- http://amberbensonwrotethis.tumblr.com/